# Phellinus hippophaeicola
Phellin de l'argousier
Espèce
Synonymes
- Fomes robustus var. hippophaës (Donk) anon. ined.[1]
- Fomitiporia hippophaeicola (préféré par NCBI)[2]
- Fomitiporia hippophaëicola (H. Jahn) Fiasson & Niemelä[1]
- Phellinus hippophaeicola[2]
- Phellinus hippophaëicola H. Jahn (préféré par BioLib)[1]
- Phellinus robustus f. hippophaës Donk[1]

Phellinus hippophaeicola, le Phellin de l'argousier, est une espèce de champignons agaricomycètes de la famille des Hymenochaetaceae. Il parasite l'argousier.

## Synonymes
Cette espèce a plusieurs synonymes : 
- Fomes robustus var. hippophaës (Donk) anon. ined.[1]
- Fomitiporia hippophaeicola [2]
- Fomitiporia hippophaëicola (H. Jahn) Fiasson & Niemelä[1]
- Phellinus hippophaeicola[2]
- Phellinus hippophaëicola H. Jahn (préféré par BioLib)[1]
- Phellinus robustus f. hippophaës Donk[1]

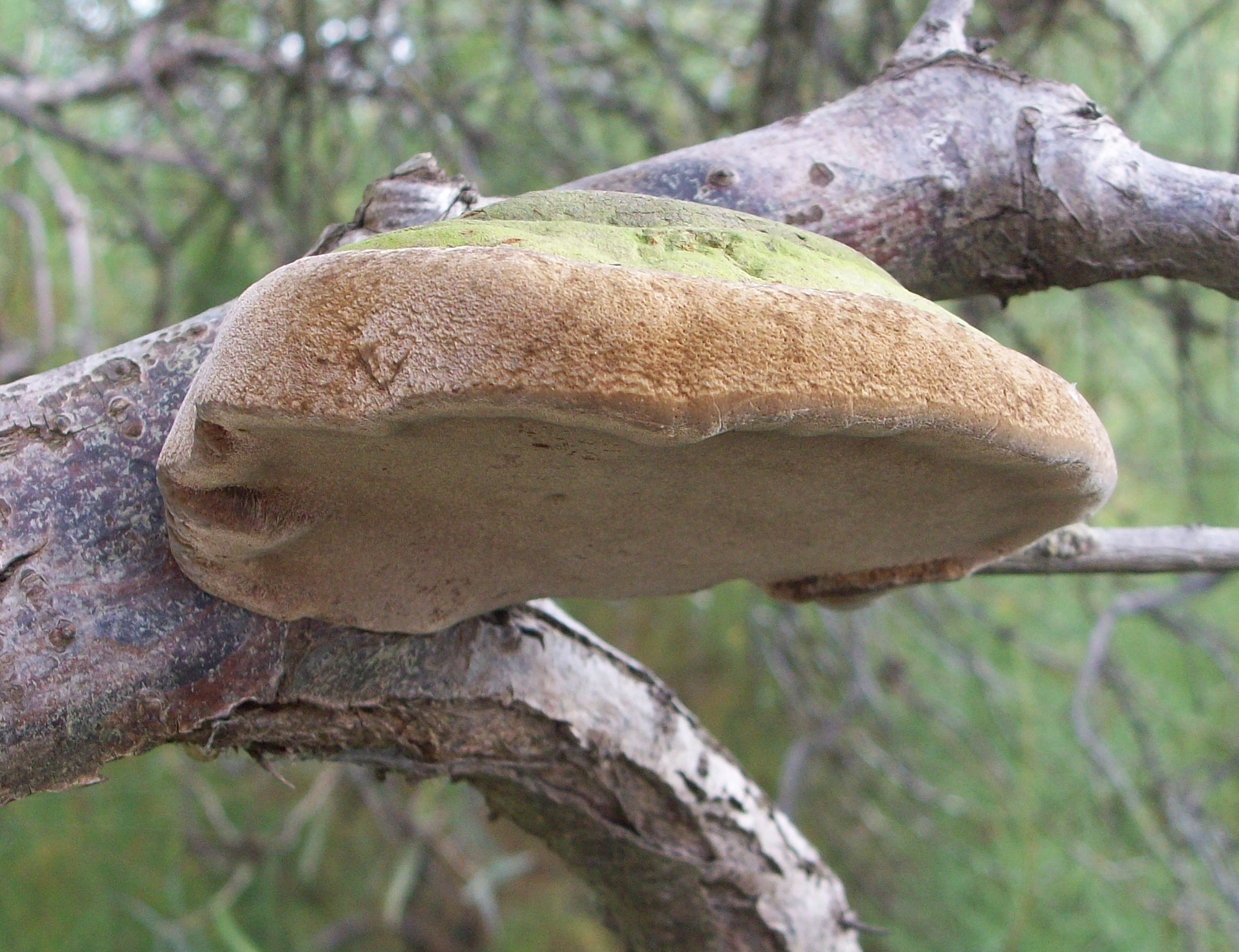
phellin de l'argousier, vue de dessous

## Description
Fructification, d'abord noduleuse puis en forme de sabot ou de console de 4 à 8 cm de largeur sur 2 à 5 cm de profondeur et 2 à 4 cm d'épaisseur, à marge obtuse ou en bourrelet ; faiblement zoné, de couleur cannelle à la marge ; à cuticule finement veloutée ou sublisse de couleur brun rouille à brun foncé plus ou moins grisâtre devenant plus sombre jusqu'à noirâtre vers le point d'attache sous lequel se trouvent les tubes de 2 à 3 mm de longueur à petits pores arrondis (5 à 7 par mm) de couleur brun-rouille puis brun-rouille grisâtre. Toujours fixé latéralement sur le bois d'argousier mort par la partie la plus épaisse, il n'a pas d'odeur caractéristique. Peut se rencontrer toute l'année mais ne fructifie qu'en dehors des périodes de gel. Sa chair est de couleur brun cannelle et les spores sont hyalines.

## Écologie
Essentiellement sur le bois mort d'argousier couché ou dressé mais aussi, plus rarement, sur éléagnes. Ce champignon rare se développe isolément ou parfois en petites troupes de quelques individus.

## Confusions
Pratiquement impossible en raison du biotope exclusif. Certains auteurs[Lesquels ?] le considèrent comme une simple forme de robustus. Il en diffère toutefois essentiellement par la taille mais aussi par l'absence de soies dans les spores.

## Comestibilité
Sa chair coriace et ligneuse l'exclut des espèces comestibles.